# Metriocnemus wittei
Metriocnemus wittei är en tvåvingeart som beskrevs av Freeman 1955. Metriocnemus wittei ingår i släktet Metriocnemus och familjen fjädermyggor. Inga underarter finns listade i Catalogue of Life.